# Denis Romanenco
Denis Romanenco (ur. 18 listopada 1974) – mołdawski piłkarz występujący na pozycji bramkarza.

## Kariera klubowa
Romanenco karierę rozpoczynał w 1992 roku w Zimbru Kiszyniów, grającym w pierwszej lidze mołdawskiej. Dwa razy zdobył z nim mistrzostwo Mołdawii (1993, 1994), a w 1995 roku odszedł  do Bugeacu Komrat. W tym samym roku wrócił do Zimbru, w którym grał do 2004 roku. Przez ten czas cztery razy wywalczył z nim mistrzostwo Mołdawii (1996, 1998, 1999, 2000), a także trzy razy Puchar Mołdawii (1997, 1998, 2003).
W 2004 roku Romanenco został zawodnikiem rosyjskiego drugoligowego zespołu Dinamo Machaczkała. Występował tam przez trzy sezony, a potem grał w również drugoligowym klubie Maszuk-KMW Piatigorsk. W 2008 roku przeszedł do kazachskiego Energetiku Pawłodar. W 2009 roku wrócił do Mołdawii, gdzie został graczem Dacii Kiszyniów. W tym samym roku wywalczył z nią wicemistrzostwo Mołdawii, po czym odszedł do CSCA-Rapid Kiszyniów.
W 2010 roku Romanenco wyjechał do Uzbekistanu i występował tam w drużynach Dinamo Samarkanda i Navbahor Namangan. W 2013 roku zakończył karierę.

## Kariera reprezentacyjna
W reprezentacji Mołdawii Romanenco zadebiutował 9 kwietnia 1996 w zremisowanym 2:2 towarzyskim meczu z Ukrainą. W latach 1996–2006 w drużynie narodowej rozegrał 25 spotkań.